# Beautot
Beautot település Franciaországban, Seine-Maritime megyében. Lakosainak száma 155 fő (2022. január 1.). Beautot Le Bocasse, Gueutteville, La Houssaye-Béranger, Saint-Ouen-du-Breuil és Varneville-Bretteville községekkel határos.

## Népesség
A település népességének változása:
| Lakosok száma | 124  | 132  | 144  | 147  | 148  | 149  | 152  | 153  | 155  |
|               | 2013 | 2015 | 2016 | 2017 | 2018 | 2019 | 2020 | 2021 | 2022 |